# Вестстеллингверф
Вестстеллингверф (нидерл. Weststellingwerf) — община в провинции Фрисландия (Нидерланды).

## История
Самые старые деревни в Вестстеллингверфе возникли в VIII—XIV веках и построены на пологих длинных песчаных грядах, которые изначально были окаймлены возвышенными болотами.
В 1204 году жители Олдехолтпаде получили разрешение от епископа Утрехта, под которым они находились в то время, иметь свою собственную часовню. Эта информация доказывает, что в то время люди уже жили между реками Линде и Куиндер. В эти годы Вестстеллингверф и Остстеллингверф принадлежали графству Дренте. Администрация и судебная власть находились в руках сельских судей, которые менялись каждый год. В 1504 году этот район стал десятым районом Зевенваудена (гау на юго-востоке Фрисландии), который был исключительно демократичным для того времени. Позже упоминаются несколько деревень, и таким образом постепенно возникает свободная община Стеллингвервен.
Насколько известно, настоящее название Стеллингверф впервые появляется в документе от 1309 года. В 1517 году Стеллингвервен была разделена на Вестейнде (ныне Вестстеллингверф) и Остейнде (ныне Остстеллингверф). За исключением части к северу от Куиндера, Стеллингвервен традиционно был частью саксонской языковой области.

### XX век
Из-за того, что торф закончился, многие люди обеднели и остались без работы. Примерно в это же время в Нордволде была основана ткацкая промышленность. Социальную и культурную историю теперь можно найти в Национальном музее кос в Нордволде. Стал популярен социализм, который, среди прочего, привел к лучшему образованию. Также появились крупные компании, особенно в молочной промышленности.

## Состав
Община состоит из следующих деревень (в скобках указано население на 2019 год):
- Блесдейке (480)
- Бойл (880)
- Де-Блессе (800)
- Де-Хуве (410)
- Лангелилле (240)
- Мюннекебюрен (455)
- Нийехолтпаде (505)
- Нийехолтволде (195)
- Нийеламер (145)
- Нийетрейне (135)
- Нордволде (3 565)
- Олдехолтпаде (1 060)
- Олдехолтволде (150)
- Олделамер (240)
- Отдетрейне (210)
- Остерстрек (535)
- Пеперга (85)
- Схерпензел (435)
- Слейкенбюрг (37)
- Соннега (235)
- Спанга (240)
- Стеггерда (1 035)
- Тер-Идзард (315)
- Винкега (205)
- Волвега (12 950)
- Зандхёйзен (305)

## География
Территория общины занимает 228,45 км², из которых 220,30 км² — суша и 8,15 км² — водная поверхность. На 1 августа 2020 года в общине проживало 26 018 человек.